# Kościół Aniołów Bożych w Żarach
Kościół Aniołów Bożych w Żarach – kościół ewangelicko-augsburski znajdujący się w mieście Żary w dzielnicy Zatorze przy ulicy świętego Brata Alberta.
Kamień węgielny został położony w dniu 4 kwietnia 1877. Świątynia została poświęcona 1 października 1877. We wrześniu 2002 obchodzono uroczyście 125-rocznicę wybudowania świątyni. Świątynia została wzniesiona pod warunkiem, że będzie własnością Kościoła Ewangelickiego, natomiast koszty utrzymania cmentarza miała ponosić gmina. Duże zasługi dla budowy, jak i później życia wspólnoty parafialnej, położył niejaki Ernest Herrmann. W pierwszym okresie istnienia, świątynia była użytkowana wyłącznie jako miejsce odprawiania pogrzebów (przejęła funkcję poprzedniej świątyni, na miejscu której stanęła). Od 1925 kościół parafialny samodzielnej parafii ewangelicko-augsburskiej. Wcześniej luteranie z Zatorza należeli do parafii w Żarach.